# Rodrigo de Miranda Henriques
Rodrigo de Miranda Henriques (ca. 1620 — Coimbra, meados de dezembro de 1663) foi um religioso português e reitor da Universidade de Coimbra.

## Biografia
Membro da família dos Miranda Henriques, era filho do fidalgo António de Miranda Henriques, 1º gentil-homem de câmara do Infante D. Pedro, deputado do comércio do Brasil (da Junta do Comércio), etc., e da sua 1ª mulher D. Mariana Borges de Mello (cf. Pedatura Lusitana, tomo III, v. I, tto. dos Miranda, p. 156); irmão de Bernardo de Miranda Henriques († em 1670), Governador de Pernambuco de 1667 a 1670.
Natural de Setúbal, matriculou-se em Instituta em janeiro de 1642, doutorando-se em Cânones pela Universidade de Coimbra a 30 de julho de 1650.
Colegial do Colégio de São Paulo, tendo sido eleito a 31 de janeiro de 1649, prestou juramento como Deputado do Santo Ofício de Coimbra a 4 de novembro de 1654. Foi provido na dignidade de Cônego Doutoral da Sé de Viseu a 19 de janeiro de 1657. E a 6 de agosto de 1658 foi nomeado inquisidor em Lisboa. Por provisão de D. Afonso VI, de 19 de setembro de 1662, foi nomeado Governador da Universidade de Coimbra, com poderes de Reitor, tomando posse a 6 de novembro seguinte. Foi em seguida provido no lugar de Governador e Reitor, a pedido da Universidade, mas veio a falecer em 1663, provavelmente no início do mês de dezembro. (cf. A Universidade de Coimbra e Seus Reitores, de Manuel Augusto Rodrigues, Coimbra, 1990, pp. 112–113).